# Jati (Pulau Pinang)
Jati is een bestuurslaag in het regentschap Lahat van de provincie Zuid-Sumatra, Indonesië. Jati telt 1433 inwoners (volkstelling 2010).